# لي روبنسون
لي روبنسون (بالإنجليزية: William Lee Robinson)‏ هو سياسي أمريكي، ولد في 25 سبتمبر 1943 بروما في الولايات المتحدة، وتوفي في 4 نوفمبر 2015 بماكون في الولايات المتحدة. حزبياً، نشط في الحزب الديمقراطي.